# Wild Waves
Wild Waves är en amerikansk animerad kortfilm med Musse Pigg från 1929.

## Handling
Musse Pigg jobbar som livräddare på en strand och tycker om att sjunga. När Mimmi Pigg hamnar i sjönöd är det Musses uppgift att rädda henne.

## Om filmen
Filmen är den 15:e Musse Pigg-kortfilmen som producerades och den tolfte och sista som lanserades år 1929.
Detta var kompositören Carl Stallings sista film för Walt Disney Company.
Några av filmens gags kommer från Disneys film All Wet från 1927 med Kalle Kanin som stod som förebild för Musse Pigg.
Inslaget med en sjungande valross återanvändes i Disneys senare film Arctic Antics som utkom 1930 och ingick i kortfilmsserien Silly Symphonies, och scenerna med sjölejonen återanvändes i den senare Musse Pigg-filmen Musse Pigg som Robinson Crusoe som utkom 1931.
Filmen är animatören Burton Gilletts första kortfilm som regissör.

## Rollista
- Carl Stalling – Musse Pigg
- Marjorie Ralston – Mimmi Pigg[6]